# Ouen de Rouen
« Saint Ouen » redirige ici. Pour les autres significations, voir Saint-Ouen.
Saint Ouen (Sanctus Audoenus Rotomagensis en latin médiéval, issu du germanique Audwin) ou Dadon, est un fonctionnaire royal, puis un évêque métropolitain de Rouen. Il serait né vers 603 vraisemblablement à Sancy (aujourd'hui Sancy-les-Cheminots) près de Soissons, et mort le 24 août 684 à Clichy, au palais du roi, dont le territoire laissera place à la ville de Saint-Ouen. L'Église catholique romaine célèbre saint Ouen le 26 août, mais le calendrier breton  fête les Even ou Ewen le 3 mai.

## Biographie

### Famille
Né vers 600/603 à Sancy,, il est le fils d'Authaire (Autharius), grand fonctionnaire royal sous Clotaire II, et d'Aigue (ou Aige, en latin, Aiga), possédant de nombreuses terres dans les environs de Jouarre. Il a pour frères saint Adon, fondateur de l'abbaye de Jouarre, et Radon ou encore Rodon, trésorier des finances du roi. La famille de saint Authaire est alliée à celle de Burgondofara, parentèle des Agilolfing, ducs bavarois.

### Enfance

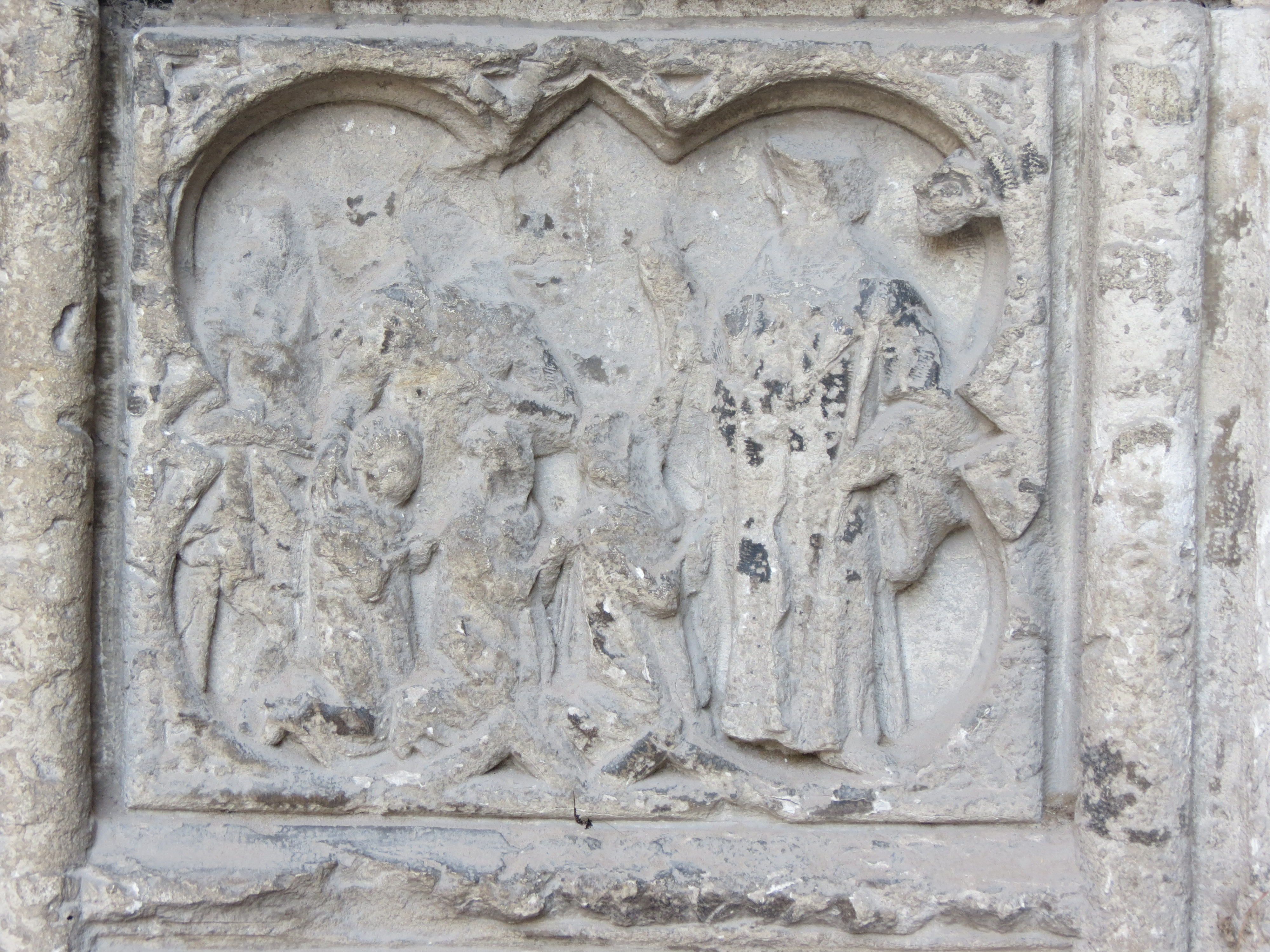
Médaillon du portail des Marmoussets de l'abbatiale Saint-Ouen dont la lecture est en boustrophédon représentant l'enfance de Dadon, où il est béni en compagnie de ses frères Adon et Radon par saint Colomban à droite.

Peu après la naissance de Dadon/Audouin, ils s'établissent à Ussy-sur-Marne ou Villerac, un village sur le bord de la Marne dans le diocèse de Soissons. La tradition associe son enfance à des événements merveilleux. Généreux envers les pèlerins et le clergé, Authaire y reçut en 610 saint Colomban, alors venu se réfugier en Neustrie sur invitation du roi et accompagné par Hagueric chef du conseil et favori de Thibert II. La rencontre des fils d'Authaire Adon, Radon et Dadon/Audoin, et du très pieux saint Colomban, est déterminante dans le cheminement de ces premiers vers l'ordination. Saint Colomban leur prédit qu'« ils seraient bien-venus devant Dieu et devant le monde » et leur donne sa bénédiction,.
Durant son enfance, alors qu'il souhaite prendre un bain, sa mère lui demande d'attendre que les paysans aient tiré l'eau de l'unique fontaine de la propriété utile aux travaux agricoles. Il fait appel à Dieu et frappe de son bâton un rocher duquel émerge une source.
Envoyé par la suite à l'abbaye Saint-Médard de Soissons, il reçoit une éducation qui lui permet d'entrer à la cour du roi Clotaire II peu avant la mort de ce dernier.

### Au service du roi
Son successeur Dagobert Ier fait de Dadon son référendaire (chef de la chancellerie) entre 629 et 632/633 et tire profit de ses enseignements. Dadon fait la connaissance de saint Éloi (Eligius en latin), orfèvre-trésorier à la cour du roi. Ils servent ensemble de leur mieux le roi Dagobert Ier malgré ses travers. À la mort du roi, ils se considèrent dégagés de leurs devoirs séculiers et quittent la cour pour s'atteler aux études théologiques.
Dadon est ordonné prêtre par Dieudonné, évêque de Mâcon, et fonde, avec ses frères, en 636 l'abbaye de Rebais, sur des terres données par le maire du palais Erchinoald. Régie principalement par la règle de saint Benoît influencée aussi par celle de saint Colomban, son premier abbé est Agile de Rebais - saint Aile venu de Luxueil, nommé lors du synode de Clichy en 637, au cours duquel est rédigé le privilège épiscopal de Faron pour Rebais. En 649, il confia l'abbaye à Saint Aile.

### Évêque de Rouen

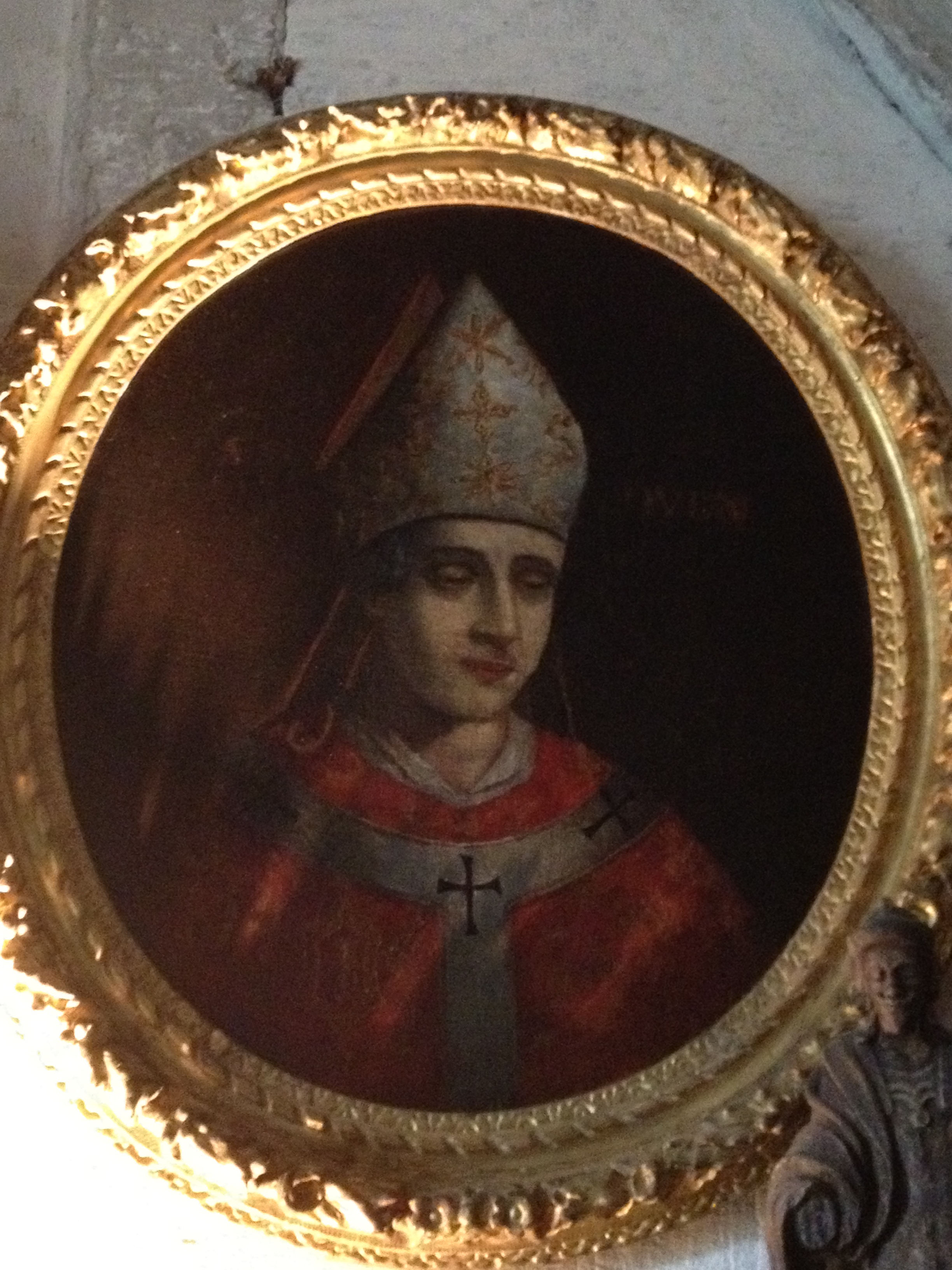
Portrait imaginaire de saint Ouen, évêque de Rouen, dans les salles basses de l'archevêché de Rouen.

Ses vertus et sa grande habileté le font remarquer pour le siège de l'évêché de Rouen, laissé vacant à la mort de saint Romain en 639. Durant son année préparatoire et alors simple prêtre, il entreprend une mission évangélique en Espagne. Alors que la région dans laquelle il se trouve souffre de sécheresse depuis sept ans, Dadon implore la clémence des cieux et obtient une pluie abondante permettant l'irrigation des cultures. Il est consacré le 13 mai 641 dans la cathédrale de Rouen avec son ami saint Éloi, qui devient évêque de Noyon, par ordre du roi Clovis II. C'est alors qu'il choisit le nom d'« Ouen » (Audoenus en latin). Selon les sources hagiographiques, le choix de Dadon résultait d'un large consensus. Son évêque consacrant est peut-être par Regnobert, évêque de Bayeux et suffragant le plus ancien du diocèse de Rouen.
Évêque, Saint Ouen administra son diocèse avec sagesse. Il fit disparaître le paganisme et combattit avec force les deux plaies du clergé de l'époque: la simonie (acquisition de ministères par l'argent) et les manquements à la discipline. Il favorise l'essor du monachisme colombanien et aide saint Wandrille à fonder l'abbaye de Fontenelle, saint Philibert, celle de Jumièges, et d'autres établissements monastiques : l'abbaye de la Trinité de Fécamp, l'abbaye de Montivilliers, l'abbaye de Jumièges, l'abbaye de Pavilly, le monastère de Belcinac, .
Il développe les études théologiques et participe à la fusion de la règle irlandaise (règle de saint Colomban) et celle de saint Benoît.
Pendant la régence de la reine Bathilde, épouse de Clovis II, mort en 657, il devient un des premiers conseillers de cette reine. Ce, jusqu'à la majorité de  Clotaire III, en 664, où la reine, mère de ce dernier, se retire au monastère de Chelles sur injonction d'Ebroïn le maire du palais.
Saint Ouen, âgé de près de soixante-quinze ans, effectue vers 675 un pèlerinage à Rome et rencontre probablement le pape Adéodat II. Il visite les sanctuaires et distribue des aumônes aux pauvres de Rome. Il rassemble également des brandea afin de les rapporter comme reliques à Rouen.
Il continue malgré tout à conseiller et soutenir Ebroïn. La position de l'évêque est renforcée quand Thierry III lui confirme le droit d'élire et d'approuver le comte de Rouen.

### Fin de vie et le culte des reliques

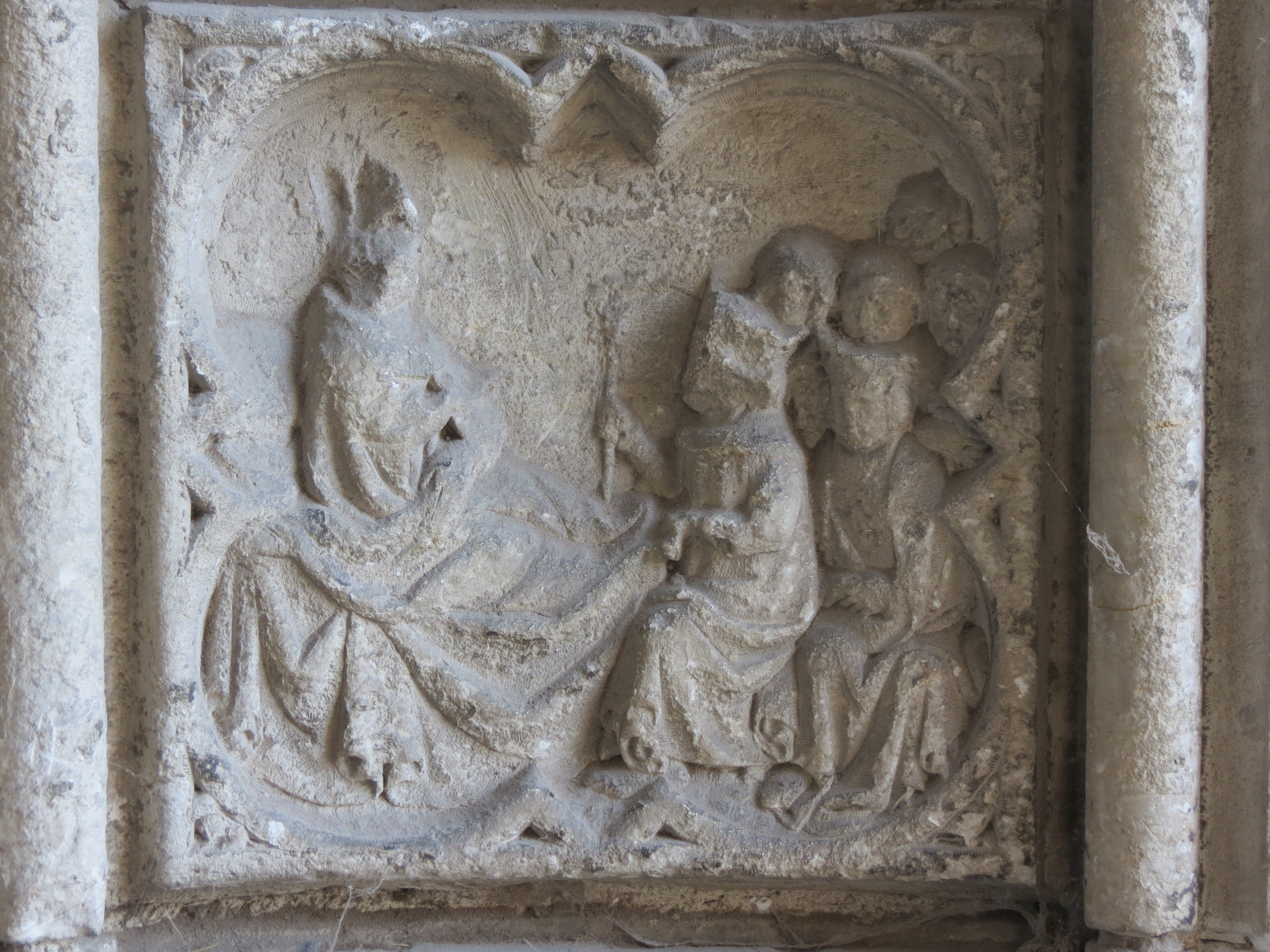
Médaillon du portail des Marmoussets de l'abbatiale Saint-Ouen de Rouen représentant Ouen, assis sur son lit de mort, face au roi Thierry III et la reine agenouillés.

Il redevient occasionnellement un homme d'État à la demande d'Ebroïn maire du palais et Thierry III, frère successeur de Clotaire III pour régler leur différends avec l'aristocratie. Ils sont tous deux tonsurés et enfermés au monastère de Saint-Denis. À la mort d'Ebroïn, il rejoint en 684 Cologne à l'invitation de Thierry III pour restaurer la paix entre Neustrie et Austrasie.
Il tombe malade peu après et succombe le 24 août 684 à la fièvre dans la villa royale de Clippiacum (palais de Clichy). La cour vient lui rendre un dernier hommage avant que sa dépouille soit transportée à Rouen et solennellement inhumée dans la basilique Saint-Pierre. Son corps repose environ trois ans et neuf mois à l'endroit qu'il avait lui-même construit. Ansbert, évêque de Rouen transfère son corps sur un degré derrière le maître-autel, équivalent d'une canonisation. Il fait construire un baldaquin décoré de métaux et pierres précieuses. Ses reliques furent plusieurs fois translatées : en 842, en 918, vers 959 ou 960 à Cantorbéry, en Angleterre après leur achat par le prieuré de l'église du Christ, et finalement en 1890.

## Œuvre
Saint Ouen, qui survécut à saint Éloi, écrivit la Vie de son ami. Cette biographie, un des monuments historiques du VIIe siècle les plus authentiques, contient de précieuses informations sur la morale et l'éducation religieuses de l'époque. Elle fut publiée pour la première fois par dom Luc d'Achery au volume V de son Spicilegium.

## Culte et traces actuelles
Bien que les migrations brittoniques (Pays de Galles et Cornouailles insulaire essentiellement) vers la Bretagne aient cessé avant la naissance d'Audouin-Ouen, il est probable que ce saint ait connu une grande célébrité sur les deux rives de la Manche, d'où l'achat de ses reliques par l'Église anglaise bien qu'il fût mort à Rouen. Le saint traversant la Manche, il n'y aurait rien de surprenant à ce que son nom fit le chemin inverse, se répandant sous sa forme bétonné chez les Bretons d'Armorique, cousins de ceux de Grande-Bretagne.
En Angleterre, le nom de saint Ouen est devenu saint Owen mais également saint Ewen. 

Le plus ancien document que possède aujourd'hui la ville de Bristol date de 1141 et porte le sceau de Thibaut du Bec, archevêque de Cantorbéry : il est surnommé « la malédiction de Saint Ewen » car il traite de l'église de Saint Ewen et indique que quiconque s'opposera à son contenu est menacé de la damnation éternelle.
Il existe encore aujourd'hui à Bristol une église nommée Christ Church with St Ewen. De son côté, la ville de Dublin, en Irlande, possède une église du XIIe siècle dite St. Audoen's Church (High Street).
Cette forme se trouve en Bretagne (Finistère), la commune de Rosnoen, dédiée à St Audoen. Le nom prend aussi la tournure de St Audouin, voire St Haudouin. La commune du Conquet a aussi un lieu portant le nom de St Aouen.
Cette version celtique et gaëlique sera réduite en France sous le vocable raccourci de St Ouen. Malgré cela, les habitants de St Ouen, en Seine-Saint-Denis, portent le nom de audoniens, attestant bien l'origine patronymique de la ville.
Dans la France actuelle, se retrouvent en effet de nombreux toponymes évoquent le nom de saint Ouen :
- quarante-quatre communes, anciennes communes ou paroisses de France, portent le nom de Saint-Ouen, avec souvent un déterminant complémentaire (Saint-Ouen-en-.., Saint-Ouen-sur-..., etc.) pour les distinguer ;
- l'abbatiale Saint-Ouen de Rouen ;
- différentes églises Saint-Ouen, comme l'église Saint-Ouen de Pont-Audemer ou l'église Saint-Ouen de Therdonne ;
- plusieurs châteaux de Saint-Ouen, dont celui de Saint-Ouen-sur-Seine en Seine-Saint-Denis et celui de Chemazé en Mayenne.

Sous différentes variantes de noms, les traces toponymiques de ce saint sont très nombreuses en Bretagne ; cependant bon nombre de cas doivent être en fait une confusion avec saint Owein, saint gallois (voir Owen) :

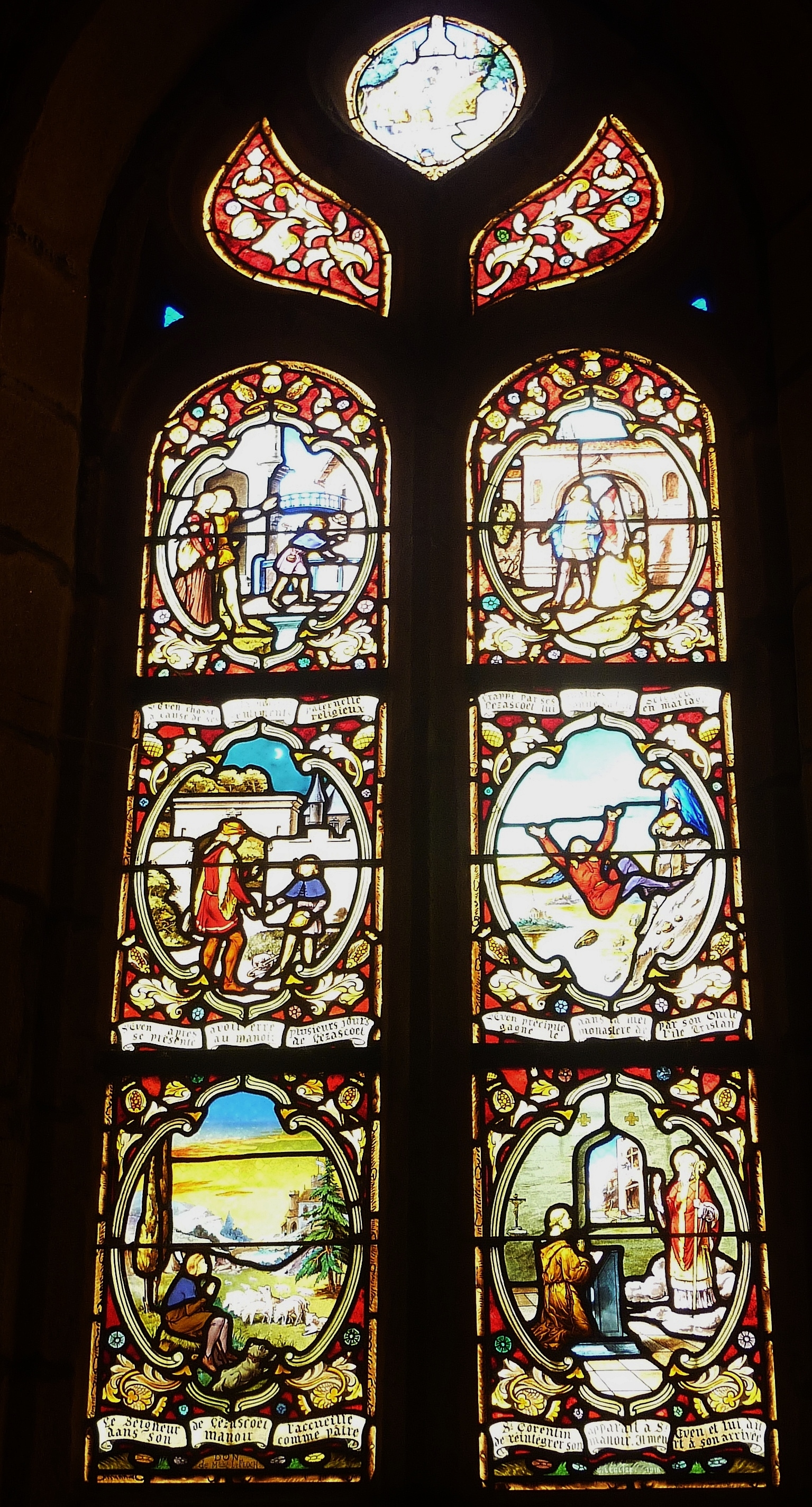
Kerlaz : église paroissiale Saint-Germain, vitrail de Gabriel Léglise représentant la vie légendaire de saint Even.

- à Bégard, dans l'ancienne paroisse de Botlézan, la trève de Lanneven dont le patron était un "saint Méen" (présenté dans les légendes locales comme oncle de saint Dunet et dénommé par elles "Min" ou "Minic") serait en fait une déformation du nom de "Even" et n'aurait rien à voir avec le véritable saint Méen ;
- à Plouégat-Moysan, une confrérie portait également le nom de "Lanneven"
- dans le Finistère, existent les paroisses et communes de Ploeven et de Plévin ;
- à Ploumagoar (Côtes-d'Armor), existe un hameau dénommé "La Rue-Saint-Neven" où se trouve une chapelle Saint-Nevin ;
- à Pleslin, la chapelle "Sand-Ewen" ou "Sant-Dewen" ;
- à Plouhinec (Finistère), le lieu-dit "Loguéven" ;
- l'église de La Malhoure (Côtes-d'Armor), dédiée à saint Event ;
- à Plonévez-Porzay (Finistère), une ancienne chapelle (disparue) dédiée à l'ermite Saint Even, à qui une fontaine est consacrée à Kerlaz, ancienne trève de Plonévez-Porzay ;
- à Rosnoën (Finistère), le saint éponyme est saint Lohen et l'église paroissiale est consacrée à saint Audoën, deux variantes du même nom.

C'est aussi un nom de famille fréquent en Bretagne, orté par exemple par le conteur Patrik Ewen.
Attention : St Ewen (aujourd'hui totalement distingué de Ouen) est rapproché de Even (Bretagne) et Ewan (Ecosse) et se fête le 3 mai, alors que St Audoen / Ouen se fête le 26 août.
Dans la ville italienne de Bisceglie dans les Pouilles, une ancienne église est dédiée à Sant'Adoeno. Selon la tradition, cette église a été construite en 1074 par des soldats normands qui avaient conquis et fortifié la ville. À l'intérieur de l'église, est conservée une relique du saint, provenant de la Normandie.

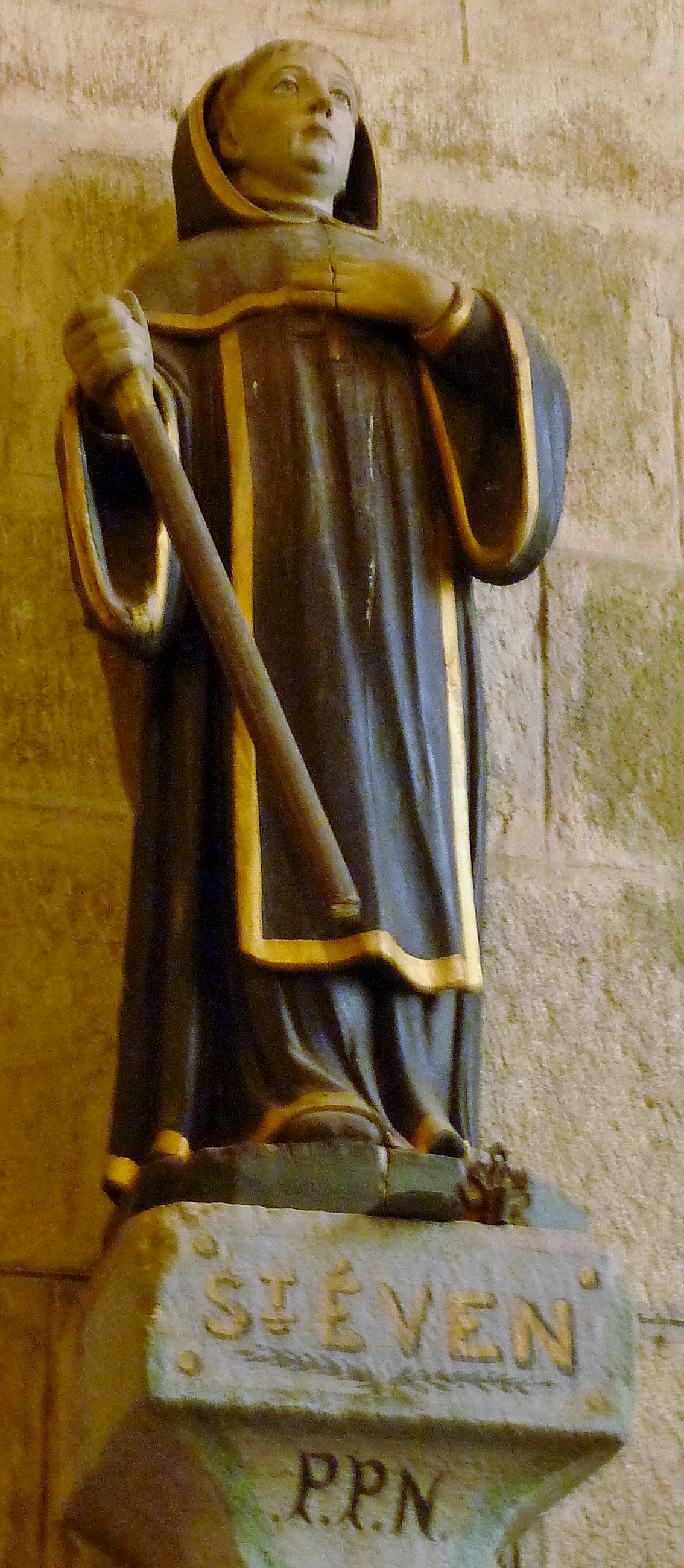
Kerlaz : église paroissiale Saint-Germain, statue de saint Even.

## Sources
- L'Encyclopédie catholique, 15 vol. (1907-1912)
- Dictionnaire du Moyen Âge – Encyclopædia Universalis
- Saint-Ouen
- (fr + de) Hartmut Atsma (dir.) (préf. Karl Ferdinand Werner), La Neustrie : Les pays au nord de la Loire de 650 à 850 : colloque historique international (2 tomes), Sigmaringen, Jan Thorbecke, 1989 (ISBN 3-7995-7316-X, ISSN 0178-1952), p. 543-593